# Rapcsák Károly
Rapcsák Károly (Dunakeszi, 1951. június 25. –) evezős edző. 1977 óta edző a Vác Városi Evezős Clubban.

## Eredményei
- 2001-ben versenyzője Pető Tibor, Haller Ákossal ért el világbajnoki első helyezést kétpárevezős versenyszámban
- 2002-ben ugyanezen egység újra aranyérmet szerzett a sevillai világbajnokságon
- 2005-ben Hirling Zsolt váci evezős szerzett világbajnoki címet Varga Tamással könnyűsúlyú kétpárevezős egységben
- 2007-ben ugyancsak Hirlingék Európa-bajnoki aranyat szereztek Poznańban
- 2010-ben a nála edző Galambos Péter Vb bronzérmet szerzett Új-Zélandon

## Elismerései
- Mesteredző (2005)
- MOL Tehetséggondozásért Díj (2007)